# Вулиця Камінна (Львів)
Ву́лиця Камінна — невеличка вулиця у Залізничному районі міста Львова, в місцевості Сигнівка. Прилучається до вулиці Каховської.

## Історія
Вулиця виникла на початку XX століття у складі передміського селища Сигнівка. Після входження селища до меж міста 11 квітня 1930 року, вулиці колишнього села були перейменовані або ж новоутвореним вулицям надавалися певні назви. Так, у 1936 році вулиця отримала назву Камєнна й донині зберегла цю назву, хоча і у трохи зміненому вигляді — вулиця Камінна.
Забудова вулиці Камінної — одноповерховий конструктивізм 1930-х років. До вулиці приписаний лише один одноповерховий будинок під № 10, збудований у 1930-х роках.